# Tatra 97
Tatra 97 nebo Tatra T97 byla československá limuzína vyráběná automobilkou Tatra. Vznikla roku 1937 jako slabší alternativa k Tatře 87. S tou sdílela většinu součástek, byla však menší a méně vybavená (až na výjimky měla jen dva světlomety, základní verze neměla topení, chybělo zde třetí boční okénko a přední okno bylo jednodílné). Rovněž měla slabší motor.
Tatrou 97 byl inspirován vůz Volkswagen Brouk, uvedený na trh jen o málo později. Brouk měl nápadně podobnou aerodynamickou karoserii a vzadu uložený čtyřválcový vzduchem chlazený motor stejně jako Tatra 97. Konstruktér Brouka Ferdinand Porsche přiznal, že Brouk byl kvůli urychlení a zlevnění vývoje inspirován vozy Tatra, hlavně typem 97. Tatra zahájila soudní proces, který byl roku 1939 kvůli invazi německých vojsk do Československa ukončen. Po válce se případ znovu otevřel a roku 1961 Volkswagen Tatře zaplatil 3 000 000 německých marek.
Roku 1939 se Tatra 97 ukázala na mezinárodním autosalonu v Berlíně. Vyšší němečtí představitelé v něm uviděli hrozbu pro podobný a v některých směrech i horší Volkswagen Brouk. Proto byla výroba Tatry 97 zastavena. Po válce v roce 1946 se nakrátko znovu rozběhla, zanedlouho však byla definitivně zastavena a začala se vyrábět Tatra 600 – Tatraplan.

## Galerie

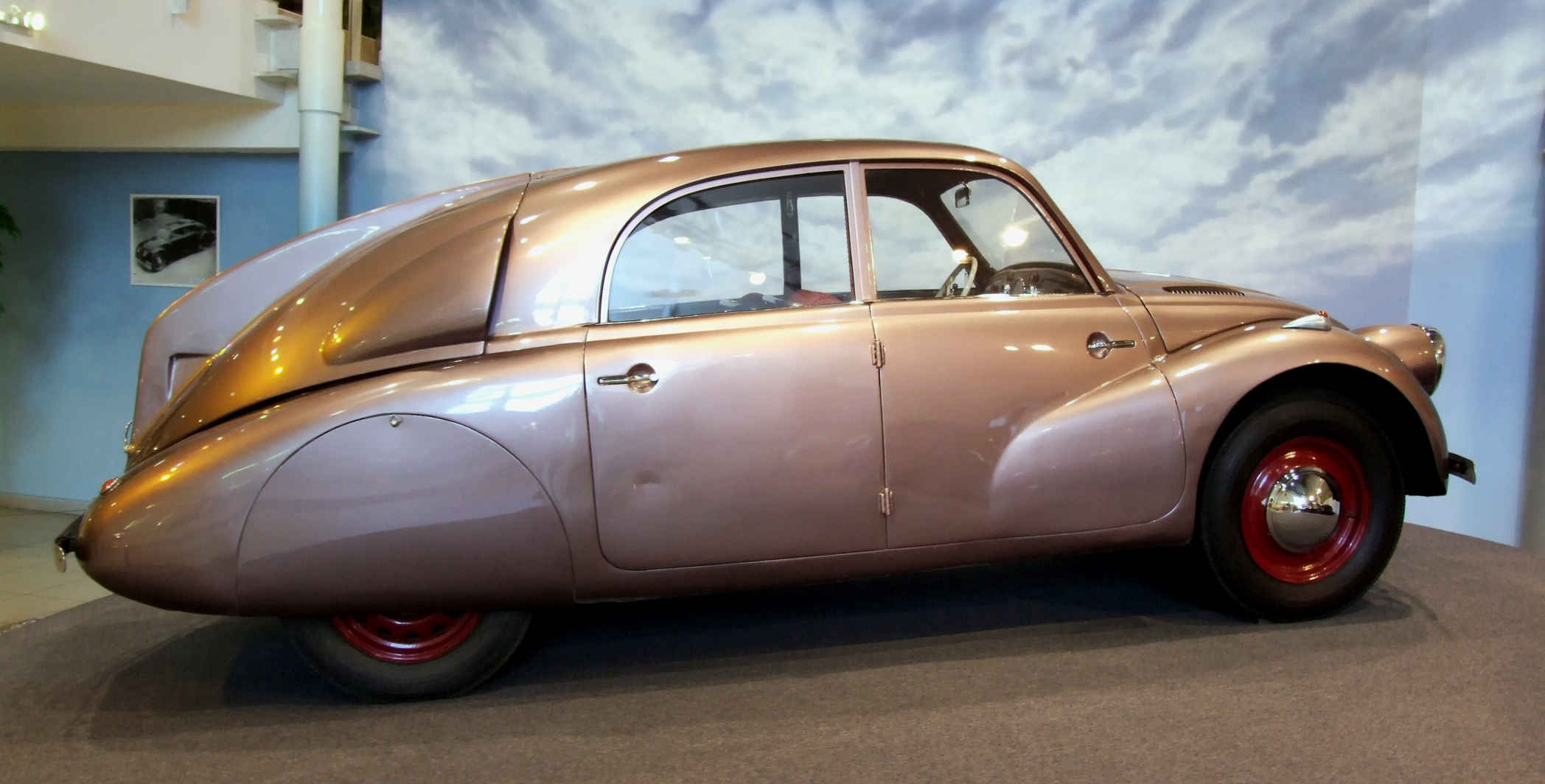
Boční pohled na Tatru 97 v muzeu Tatra v Kopřivnici
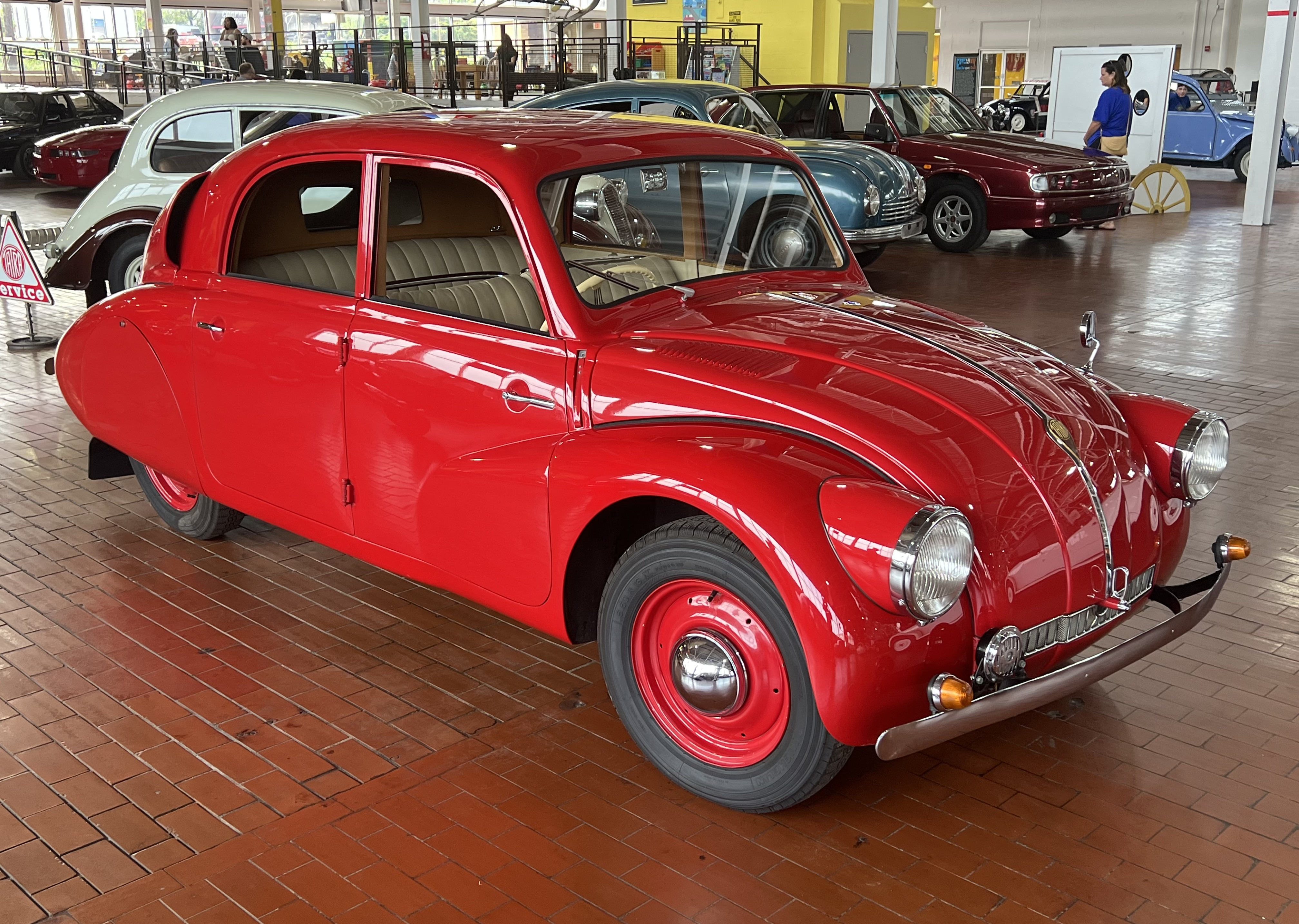
Tatra 97 v muzeu v Nashvillu
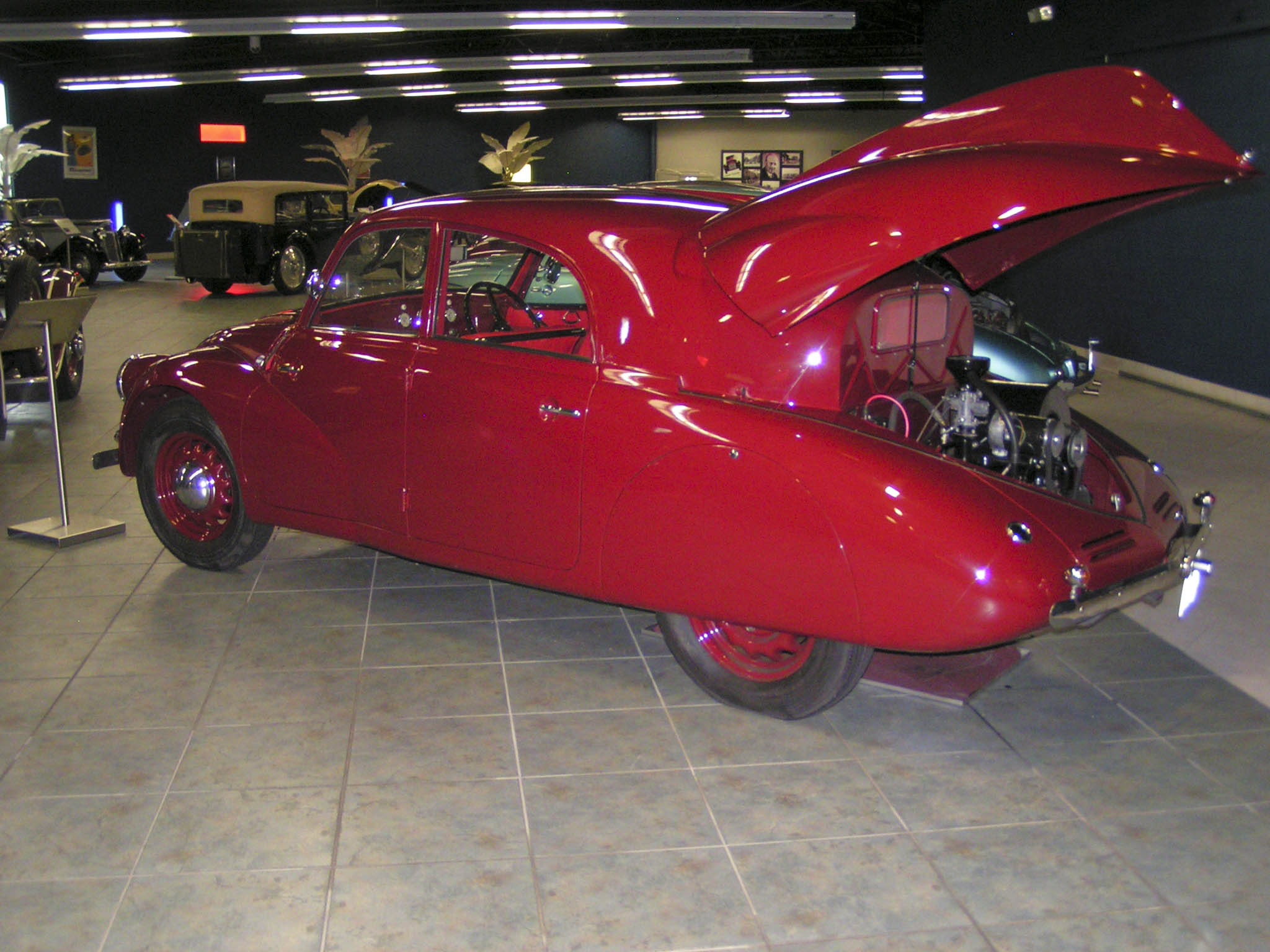
Tatra 97 v muzeu v Tampa Bay
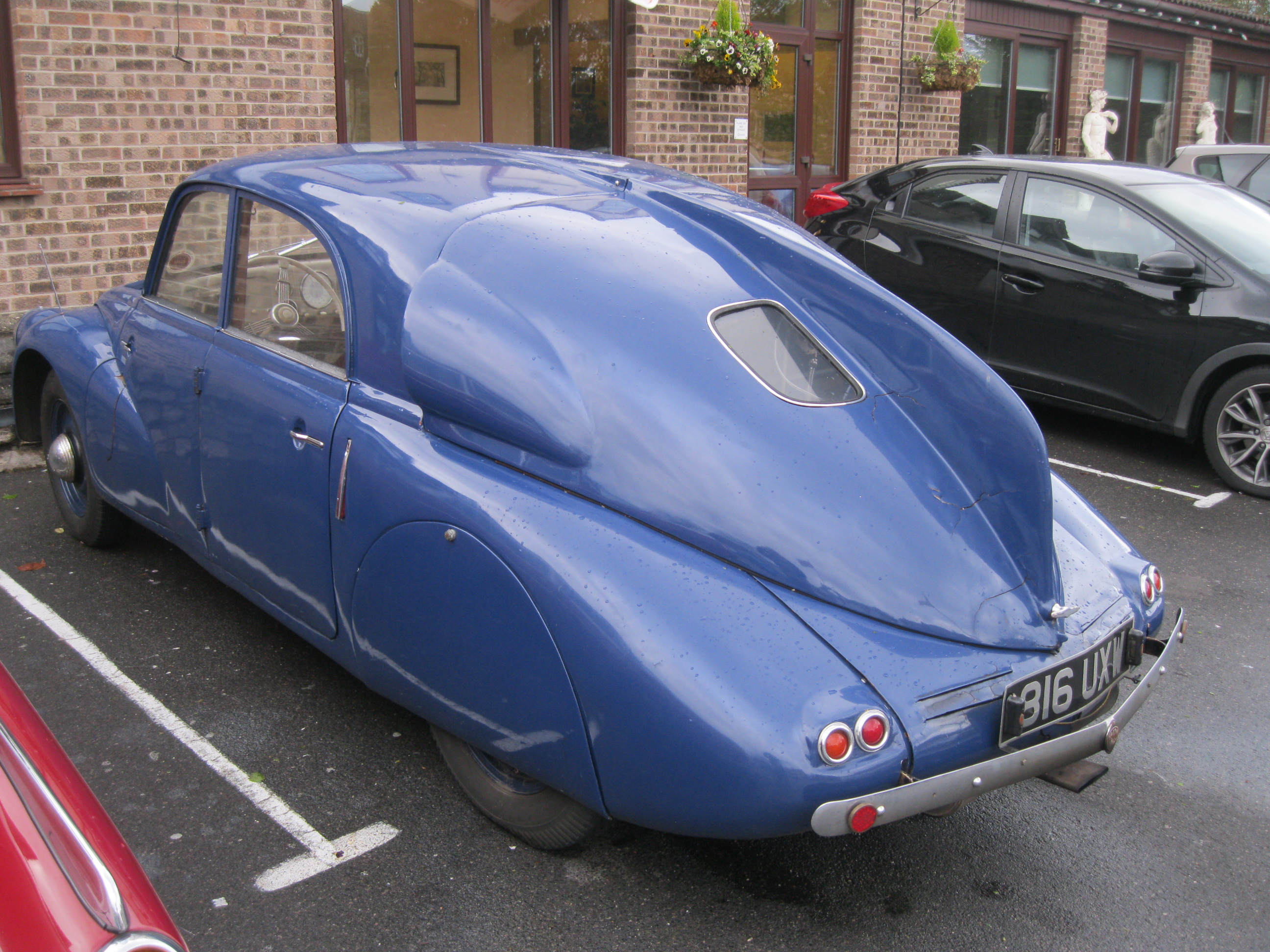
Tatra 97 ve Weymouthu
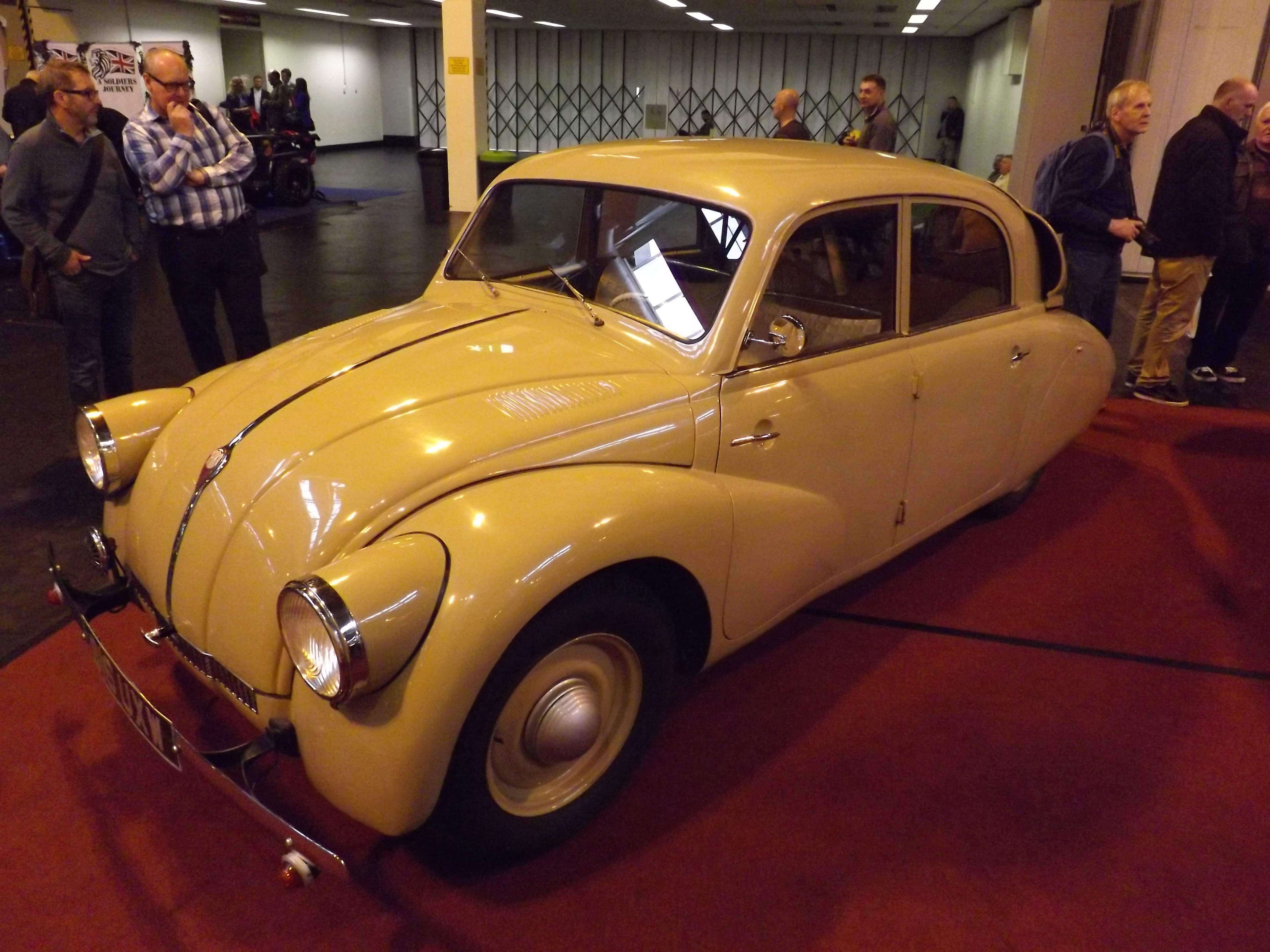
Tatra 97 ve Weymouthu
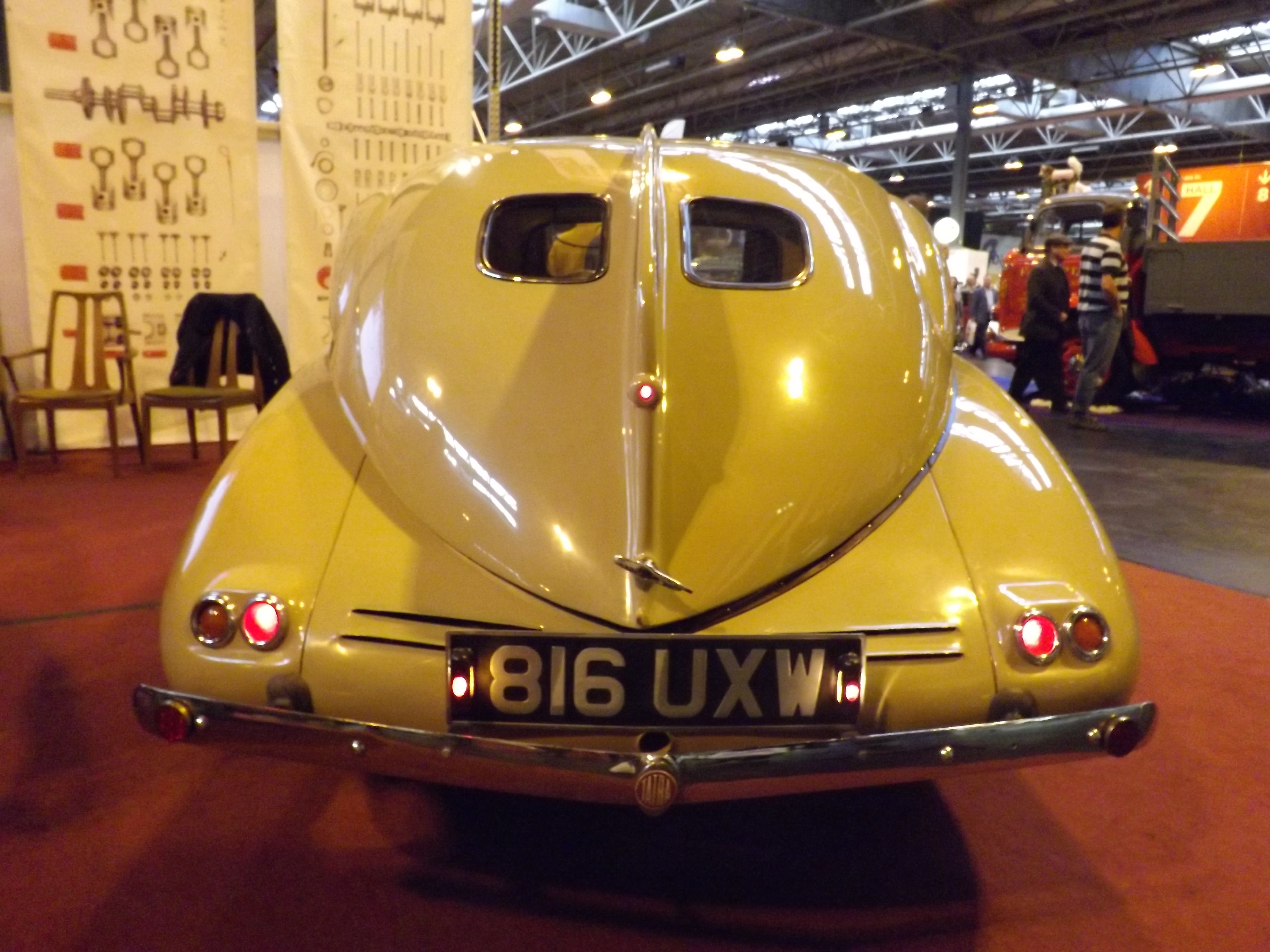
Tatra 97 ve Weymouthu